# Hugh Gaitskell
Hugh Todd Naylor Gaitskell (Londra, 9 aprile 1906 – Londra, 18 gennaio 1963) è stato un politico britannico.

## Biografia

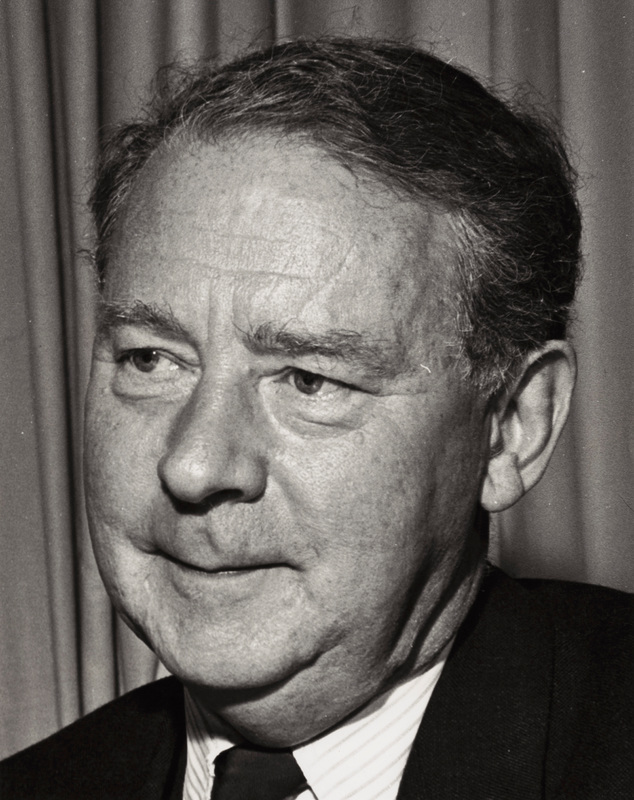
Gaitskell nel 1961

Deputato laburista per il collegio di Leeds South dal 1945 e ministro dei Carburanti dal 1947, nel 1950 fu nominato ministro degli affari economici. Nell'ottobre dello stesso anno succedette a Stafford Cripps come cancelliere dello Scacchiere, ma nel 1951 il tracollo dei laburisti lo allontanò dalla carica. Nel 1955 subentrò a Herbert Stanley Morrison e assunse la direzione del Partito Laburista, mantenuta poi fino alla morte, nel gennaio 1963.